# Стeмбо (Мичиген)
Стeмбо (енгл. Stambaugh) град је у америчкој савезној држави Мичиген. По попису становништва из 2010. у њему је живело . становника.

## Демографија
Према попису становништва из 2000. у граду је живело 1.243 становника.
| Група             | 2000.         | 2010.  |
| Белци             | 1.189 (95,7%) | . (.%) |
| Афроамериканци    | 0 (0,0%)      | . (.%) |
| Азијати           | 4 (0,3%)      | . (.%) |
| Хиспаноамериканци | 6 (0,5%)      | . (.%) |
| Укупно            | 1.243         | .      |